# Padang Gantiang
Padang Gantiang is een bestuurslaag in het regentschap Solok Selatan van de provincie West-Sumatra, Indonesië. Padang Gantiang telt 958 inwoners (volkstelling 2010).